# Boulevard Turístico del Atlántico
Bulevar Turístico del Atlántico (BTA) es el nombre de proyecto asignado al circuito vial Nagua-Sánchez-Samaná-El Limón-Las Terrenas-Majagual, en la península de Samaná en la República Dominicana. Actualmente se encuentra en etapa de terminación y constituye la segunda etapa de la red vial Santo Domingo - Samaná. El proyecto es ejecutado por el Ministerio de Obras Públicas y Comunicaciones a través de un consorcio integrado por empresas dominicanas y colombianas.
La vía  tocará todos los destinos turísticos de la región N=nordeste, resolviendo así, la vieja necesidad de las comunidades de la provincia de Samaná y de los turistas que visitan la
zona.

## Datos Generales
- Longitud Total (Dos carriles): 123Km (Rehabilitación: 99 km & Carretera Nueva: 24 km)

## Beneficios del BTA
- La península de Samaná tendrá la infraestructura vial requerida para el desarrollo.
- El nuevo aeropuerto Internacional El Catey tendrá una ruta de intercomunicación con todos los destinos finales en la Península en óptimas condiciones.
- Tiempo de viaje entre Santo Domingo y Las Terrenas será 1 hora y 45 minutos.
- Promueve los desarrollos de las áreas de influencia a través de la vía.
- Complementa la concesión vial de Santo Domingo – Cruce Rincón de Molinillos, Autopista del Nordeste (Santo Domingo-Samaná), permitiendo los usuarios llegar a su destino final en una carretera en excelente condiciones, con monitoreo y otros servicios de valor agregado.
- Facilita el transporte de bienes y servicios, mejorando la calidad de vida en la comunidad.

## Concesionario
Bulevar Turístico del Atlántico está compuesto por dos grupos colombianos (Grupo Odinsa y
Grodco) y un constructor dominicano (Consorcio Remix).
- Datos: Q5732841